# Алексеевка (Каратузский район)
Алексеевка — деревня в Каратузском районе Красноярского края, входит в Верхнекужебарский сельсовет

## История
Основана в 1910 г. В 1926 году состояла из 109 хозяйств, основное население — мордовцы. Центр Алексеевского сельсовета Каратузского района Минусинского округа Сибирского края.

## Население
| 1926 | 2010 | 2012 |
| ---- | ---- | ---- |
| 575  | ↘34  | ↗38  |